# Charlotte Hudson
 (mars 2024).
Si vous disposez d'ouvrages ou d'articles de référence ou si vous connaissez des sites web de qualité traitant du thème abordé ici, merci de compléter l'article en donnant les références utiles à sa vérifiabilité et en les liant à la section « Notes et références ».
Charlotte Hudson (née à Sheffield le 4 janvier 1972) est une présentatrice de télévision britannique.

## Biographie
Née à Sheffield, elle étudie au Fitzwilliam College de l'Université de Cambridge, elle présente par la suite l'émission Brainiac: History Abuse sur Sky One puis présente par la suite Brainiac: Science Abuse elle apparait ensuite en tant que guest dans l'émission Big Brother.